# Sotla
Sotla (hrvaško Sutla) je reka v vzhodni Sloveniji, mejna reka med Republikama Slovenijo in Hrvaško, levi pritok Save. Izvira na gozdnatih južnih pobočjih hribovja Macelj pod vrhom Veliki Belinovec (717 m), teče najprej proti jugu do Dobovca, nato zavije proti zahodu do izliva Ločnice, od tam naprej teče ves čas proti jugu po državni meji. Malo pred izlivom zavije v umetno strugo na hrvaški strani in se nasproti vasi Jesenice izlije v Savo. Z leve, hrvaške strani dobiva le neznatne pritoke, večji desni pritoki so Draganja, Ločnica, Mestinjščica, Olimščica, Buča, Bistrica in Dramlja.
Med drugo svetovno vojno v letih 1941-1945 je po reki Sotli potekala državna in okupacijska meja med nacistično Nemčijo in Neodvisno državo Hrvaško. Predstavljala je najjužnejšo in zaščitno mejo Tretjega rajha z izrazito varovalno vlogo.

## Opis
Sotla teče ves čas prečno na glavne tektonske strukture, ki potekajo v smeri zahod–vzhod, in prek zelo različnih kamnin. Zato se v dolini hitro menjavajo širši odseki v manj odpornih kamninah, kjer so ob reki tudi večje naplavne ravnice, in ožji deli, zarezani v trše kamnine. Prvih nekaj kilometrov teče neznaten potok po ozki, skoraj povsem neposeljeni dolini z gozdnatimi pobočji do vasi Trlično, kjer vstopi v neizrazito Rogaško podolje in se obrne proti zahodu. Pri Dobovcu se dolina nekoliko odpre, a le malo naprej se ponovno zoži in reka tu napravi dva izrazita zavoja. Skozi Rogatec teče po nekoliko širši dolini, zavije proti jugozahodu in nato proti jugu. V tem delu se vse do Podčetrtka hitro menjavajo ožji in nekoliko širši odseki; v enem takšnih je opuščen zadrževalnik Vonarje (Vonarsko jezero). Nekoliko niže se ji z desne pridruži Mestinjščica in tu stoji v dolinskem dnu vodni park Aqualuna (Terme Olimia). Pod Podčetrtkom reka v kratki in ožji dolini prebije apnenčasto-dolomitni hrbet Rudnice, ki se na hrvaški strani nadaljuje v Desinićko goro.
Dolvodno od te zožitve Sotla v izrazitih meandrih vijuga po dober kilometer širokem dolinskem dnu, ki je deloma izpostavljeno poplavam, zato so se naselja na obeh straneh meje odmaknila na obrobje dolinskega dna (Imeno, Prelasko na slovenski, Miljana in Plavić na hrvaški strani) ali na višjo teraso Sedlarjevo. Sledi nov ožji odsek v nekoliko trših miocenskih kamninah in na drugi strani Sotla priteče v majhno, a izrazito Bistriško kotlinico ob severnem vznožju Orlice. Po njenem mokrotnem dnu, polnem opuščenih meandrov, teče proti jugovzhodu, naselja so odmaknjena na rob ravnine (Bistrica ob Sotli na slovenski in Kumrovec na hrvaški strani).
Pri Kunšperku se značaj doline Sotle na mah spremeni. Reka si je v apnenčasto-dolomitni hrbet Orlica–Cesargrajska gora izdelala 2 km dolgo, a izrazito in ozko sotesko Zelenjak s strmimi gozdnatimi pobočji, v kateri je komaj prostora za reko, cesto in zaenkrat zapuščeno železniško progo Imeno-Savski Marof.
Od izstopa iz soteske do izliva postane Sotla prava nižinska reka: teče po široki naplavni ravnici, po kateri je nekoč neutrudno vijugala sem in tja (njen nekdanji tok označuje zelo vijugast potek državne meje), rečni tok pa so večinoma speljali v izravnano umetno strugo. Dolinsko dno je deloma izpostavljeno poplavam in neposeljeno, vasi so se približale reki na nizkih terasah ali kjer se reka dotakne gričevnatega obrobja. Najobsežnejši, povsem neposeljen del so mokrotni Jovsi na slovenski strani, zavarovani kot naravni spomenik in del območja Natura 2000. Med Dobovo in Šenkovcem se raven svet ob Sotli združi z ravnino na levem bregu Save, Sotla pa pod vasjo Ključ Brdovečki zapusti staro strugo in se po novi strugi dobra 2 km dolvodno pridruži Savi.

## Hidronim in etimologija
Izvor imena reke ni znan. V antiki je bila to verjetno reka z imenom Santula ali Sontula, vendar tudi to ni povsem zanesljivo. Iz tega se je verjetno razvilo slovansko ime reke Sotъla,  nato pa slovensko ime Sotla in hrvaško Sutla. V starejših pisnih virih se reka omenja z različnimi imeni, mdr. Zotle (1016), Zotel (1130), Satel (1303), Zatel (1309), Zotla (1322, 1475), Zatl (1495).

## Hidrogeografija
Sotla je izrazita nižinska reka z večinoma počasnim tokom in pred regulacijami z vijugastim tokom. Ima panonski tip dežno-snežnega rečnega režima s prvim viškom pretokov v pozni jeseni in drugim viškom v marcu ter zelo izrazit minimum v mesecu avgustu. Zaradi manjše količine padavin (okoli 1200 mm letno) in prevlade nizkega gričevja ima razmeroma nizek specifični odtok (16,8 l/s/km2; vodomerna postaja Rakovec), odtočni količnik znaša okoli 45 %.
Najmanjši in največji zabeleženi pretoki Sotle v obdobju 1971–2000 (m3/s)
| Vodomerna postaja | Najmanjši pretok (datum) | Največji pretok (datum) | Povprečni letni pretok |
| ----------------- | ------------------------ | ----------------------- | ---------------------- |
| Rakovec I         | 0,39 (22.6.2000)         | 264 (4.7.1989)          | 9,29                   |
| Zelenjak          | 0,31 (–)                 | 201 (–)                 | 6,89                   |

Ob Sotli sicer ni posebno obsežnih poplavnih območij, vendar je reka v najzgornejšem toku izrazit hudournik, ki se dolvodno sicer umiri, a zlasti ob močnih poletnih neurjih hitro naraste tudi zaradi dotoka vode iz naraslih pritokov. Ob poletnih neurjih julija 1989 so na vodomerni postaji Rakovec izmerili pretok 264 (m3/s), kar je bilo le malo manj od največjega doslej izmerjenega oktobra 1964 (281 (m3/s).
Prvo nekoliko večje poplavno območje je ob izlivu Mestinjščice, kjer so prav sredi delno močvirne naplavne ravnice zgradili termalni park Aqualuna (Terme Olimia), ki so ga morali zaradi poplav zgraditi na umetno nasuti površini. Drugo poplavno območje je predvsem na slovenski strani reke med Imenim in Prelaskim, večinoma neposeljena in mokrotna ravnica Ločica, po kateri so pred leti skopali ok. 2,5 km dolg osuševalni kanal in z njim nekoliko znižali visoko gladino podtalnice. Poplavam Sotle in desnega pritoka Bistrice je izpostavljeno tudi najnižje dno Bistriške kotlinice, vendar poplave ne povzročajo velike škode, saj so naselja skoraj v celoti na nekoliko višjem svetu. Vijugast tok Sotle so v tem delu regulirali ob gradnji železniške proge.
Po izstopu iz soteske Zelenjak je na obeh straneh reke širša naplavna ravnica, vendar se poplave razlivajo le po najspodnejših delih, kjer so večinoma mokrotni travniki. Najobsežnejše poplavno območje pa je v Jovsih, vendar ne poplavlja Sotla, temveč mokrotne travnike zalijeta podtalnica in padavinska voda, največkrat pozno jeseni in zgodaj spomladi.

## Kakovost vode
Zaradi majhnega pretoka poleti, počasnega toka, industrije, kmetijstva in številnih naselij je bila Sotla v preteklosti močno onesnažena reka in je vrsto let spadala v najslabšo, 4. kategorijo, s precejšnjo vsebnostjo težkih kovin, fenolov in pesticidov. Onesnažena voda je bila tudi eden od razlogov za izpraznitev Vonarskega jezera leta 1986. V zadnjih letih so se razmere sicer precej izboljšale, tako da je njeno kemijsko stanje večinoma dobro, ekološko stanje pa je v zgornjem delu dobro, po toku navzdol pa se nekoliko izboljšuje in je v spodnjem toku dobro do zelo dobro.

## Ljudje in reka
Reka Sotla je tekom zgodovine večkrat veljala mejno reko. Za časa rimskega imperija je tu potekala meja med provincama Norikom in Panonijo, za časa visokega srednjega veka je ob Sotli potekala meja Svetega rimskega cesarstva, za časa Habsburške monarhije pa je reka Sotla razmejevala deželo Štajersko in Hrvaško, kasneje, v času dualizma pa posledično mejo med Avstrijskim in Ogrskim delom države. Ob razpadu avstro-ogrske monarhije je Sotla ostala mejna reka med Dravsko in Savsko banovino znotraj kraljevine SHS, oziroma kasneje Dravsko in Hrvaško banovino.
Sotla je pogostoma poplavljala, tako da so že ob koncu 19. stoletja zahtevali od države, da vsaj na najbolj kritičnih mestih izravna in uredi reko, tako da kmetom ne bo več delala tako velike škode, predvsem na travnikih. V 20. stoletju so na krajših odsekih sicer izvedli nekaj regulacijskih del, predvsem v zvezi z izgradnjo železniške proge Stranje–Imeno–Kumrovec–Savski Marof.
Sotla kot nižinska reka v preteklosti ni bila posebej primerna za pogon mlinov in žag, rajši so jih postavljali v ožjih dolinah ob pritokih, kjer je bil večji padec. Do leta 1930 je na celotni reki delovalo na slovenski in hrvaški strani vsega skupaj 14 mlinov: štirje v zgornjem toku do Vonarij, med Vonarji in sotesko Zelenjak devet in eden v soteski.
Izviri naravne tople vode s temperaturo 30–37 °C v naplavni ravnici ob Sotli blizu Podčetrtka so bili poznani že pred več stoletji, leta 1935 pa so na pobudo domačega župnika Friderika Strnada dokazali zdravilne učinke termalne vode. Leta 1966 so uradno odprli t. i. Atomske toplice, ki so dobile ime zaradi rahlo naravno radioaktivne vode, ob katerih je sčasoma zraslo današnje termalno zdravilišče Terme Olimia.
Z geografskega vidika je zanimivo, da porečje Sotle ne predstavlja neke enotne pokrajine, ki bi bila bolj ali manj jasno omejena proti sosednjim pokrajinam. Sicer se občasno pojavljajo pokrajinska imena, kot so npr. Posotelje, Sotelsko ali redkeje Obsotelje, vendar ta imena nimajo nobene osnove niti v ljudskem poimenovanju niti v obstoječi regionalni členitvi. Še najpogosteje se za opis pokrajine ob Sotli uporablja pokrajinsko ime Posotelje, vendar ga običajno delimo na tri dele: Zgornje Posotelje (do kratke soteske nad Podčetrtkom), Srednje Posotelje (med Podčetrtkom in sotesko Zelenjak) ter Spodnje Posotelje (od izstopa iz soteske Zelenjak do izliva). Z izjemo Rogatca se v dolini Sotle tudi ni razvilo nobeno izrazitejše centralno naselje in vse to se danes kaže tudi v razdelitvi doline med več občin, tako na slovenski kot na hrvaški strani.
Tudi s prometnega vidika dolina Sotle danes nima posebne veljave, kar je gotovo posledica mejne lege in odmaknjenosti od glavnih prometnih poti. Sicer potekajo ceste po slovenski in hrvaški strani doline, vendar pa je izrazita razlika med Zgornjim Posoteljem, po katerem pelje glavna cesta Celje–Šentjur–mejni prehod Dobovec in naprej proti Krapini v smeri zahod–vzhod, ter Srednjim in Spodnjim Posoteljem z regionalno cesto Mestinje–Bistrica ob Sotli–Čatež ob Savi od severa proti jugu. Podobna situacija je tudi pri železniškem omrežju: po dolini ob zgornji Sotli poteka proga Grobelno–Rogaška Slatina–Rogatec–Krapina (zgrajena 1903 do Rogatca in 1930 do Krapine), ob srednji in spodnji Sotli pa železniška proga Stranje–Imeno–Kumrovec–Savski Marof (zgrajena 1956–1960). Nobena od teh prog ni upravičila pričakovanj, saj nikoli nista igrali pomembnejše vloge, zdaj pa na hrvaški strani sploh nista v uporabi, na slovenski strani pa po njih poteka lokalni potniški promet do Rogatca oziroma do Imenega in skromen tovorni promet.
V začetku 70. let dvajsetega stoletja so nad izlivom Mestinjščice zgradili pregrado, za katero naj bi nastalo Vonarsko jezero (tudi Sotelsko jezero; hrv. Sutlansko jezero), ki bi služilo zadrževanju visokih voda in protipoplavni zaščiti dolvodnih delov doline, oskrbi s pitno vodo, turizmu in ribištvu. Jezero naj bi bilo 6 km dolgo in imelo površino 166 hektarov ter prostornino 12 mil. m3. Zaradi premajhnega dotoka vode in onesnažene vode so morali leta 1986 jezero izprazniti, odtlej pa je na njegovem mestu nastalo pomembno mokrišče, ki ga le občasno zalijejo poplavne vode. Občina Rogaška Slatina ima v načrtu ponovno ojezeritev opuščenega jezera in izgradnjo manjšega turistično-rekreacijskega centra, vendar je zamisel zaenkrat šele v fazi načrtov.

### Zgodovina Sotle med drugo svetovno vojno (1941-1945)
Po ustanovitvi Neodvisne države Hrvaške (ustaški režim NDH) in njeni povrnitvi začasno okupiranega Hrvaškega Zagorja, katerega je med majem in junijem 1941 okupirala nacistična Nemčija, se je na reki Sotli vzpostavila državna in okupacijska mejna ločnica med NDH na vzhodu in Spodnjo Štajersko (Tretjim rajhom) na zahodu. Hrvaško-nemška državna meja je bila dolga približno 160 km, od tega je 89 km dolg odsek meje potekal po Sotli. V geostrateškem smislu je imela Sotla za nemškega okupatorja izjemen pomen in posebno vlogo. Predstavljala je najjužnejšo mejo Hitlerjevega imperija (tukaj so se končale južne meje "tisočletnega" Tretjega rajha) in je zatorej pridobila funkcijo varovalne in zaščitne meje nacistične države. Obenem je pomenila še najvzhodnejšo mejo političnega okrožja Celje in posledično spodnještajerske zasedbene cone. Nacistična oblast ji je zato namenila posebno pozornost in jo je skupaj z njenim obrežjem (najizraziteje v letih 1942-43 in 1944-45) spremenila v varovano, zastraženo, utrjeno, ograjeno, ožičeno in zaminirano fizično pregrado. O dokončnem poteku sotelske meje ter razreševanju mejnih nesoglasij in izpeljavi popravkov v Obsotelju je na temeljih podpisanega meddržavnega sporazuma odločala mešana nemško-hrvaška osrednja razmejitvena komisija s sedežem v prostorih Hotela Štajerski dvor v Rogaški Slatini, kjer se je od konca maja do 30. oktobra 1941 sestajalo osebje obeh komisijskih delegacij. V prvih dneh maja 1941 pa je odločala tudi o začasni priključitvi gričevnatega predela Hrvaškega Zagorja (med drugim tudi občine Hum na Sotli) k nemškemu rajhu in Uiberreitherjevi civilni upravi za Spodnjo Štajersko.
Mejna reka Sotla je med drugo svetovno vojno iznenada močno zarezala v vsakdanje življenje obmejnih prebivalcev ter jim prekinila človeške, gospodarske in kulturne vezi. Razmahnilo se je črnoborzijanstvo (tihotapljenje) in ilegalno prehajanje meje, pri čemer je prihajalo do smrtnih žrtev. Obmejni dvolastniki so sicer pridobili mejne prepustnice (Grenzkarten), s katerimi so lahko legalno prehajali mejo na formalnopravno vzpostavljenih mejnih prehodih. Vinogradi so propadali, ker se vinorodnih površin ni moglo zadostno škropiti z galico. Zaradi miniranosti in fizičnih ovir je bil lastnikom dostop do lastnih njivskih, poljskih in gozdnih površin ponekod močno otežkočen ali povsem onemogočen. Zaradi preprečenega dostopa do vodnega vira so obmejne ovire onemogočale namakanje kmetijskih površin, kar se je rezultiralo v zmanjšani rodovitnosti zemlje in posledični hudi lakoti. Slednja je bila vzajemno pogojena z umiranjem živine, ki je zaradi pomanjkanja vode trpela za hudo žejo. Živina je prav tako ponesreči stopala na mine, sprožala njene detonacije ter posegala preko bodeče žice in pri tem umirala. Delovanje hišnih gospodinjstev je postalo skrajno oteženo, saj si domačini v Sotli niso smeli umivati svojega umazanega perila, kaj šele, da bi se v reki kopali ali ribarili. Udeležba na pogrebih in mašnih slovesnostih ter obiski cerkva, sorodnikov in prijateljev na drugi strani meje niso bili dovolj dober razlog za izdajo dovoljenja za prehod. Stiki med ljudmi so bili povsem pretrgani in obnovljeni šele z odstranitvijo zaščitnih ovir po koncu vojne.
Ob koncu leta 1944 se je okupator na Spodnjem Štajerskem pripravljal na obrambo najjužnejših rajhovskih meja, pri čemer je obsoteljski okoliš in širše obmejno zaledje spremenil v velikansko gradbišče fortifikacijskih sistemov, protiinvazijskih preprek in obrambnih inštalacij, ki naj bi zaustavile silovite nalete združenih protihitlerjevskih armad (zlasti sovjetske Rdeče armade z vzhoda). Iz izkopanih strelskih in protitankovskih jarkov, strojničnih gnezd ter zemeljskih bunkerjev ni bil sprožen niti en strel. Glavnina najelitnejših zavezniških armad je že prej prodrla v osrčje nemškega rajha in mu zadala usodni strel.

## Varstvo narave
Reka in naplavna ravnica ob njej sta na dveh odsekih vključeni v območji Natura 2000, in sicer od nekoliko gorvodno od Imenega do izstopa iz soteske Zelenjak (ta del sodi v Kozjanski regijski park) ter ob spodnjem toku med Gregovcami in Velikim Obrežem Jovsi. Na hrvaški strani je v Naturo 2000 vključen krajši odsek Sotle z bližnjo okolico pod vasjo Razvor tik severno od Kumrovca.
V Sotli kot izrazito nižinski reki živijo predvsem ribe iz družine krapovcev, mdr. krap (Cyprinus carpio), klen (Leuciscus cephalus) in mrena (Barbus barbus), iz drugih družin pa tudi ščuka (Esox lucius) in evropski som (Silurus glanis).

## Galerija
- Sotla pri vasi Imeno
- Sotla pri vasi Sedlarjevo
- Sotla v soteski Zelenjak